# Oxyptilus insomnis
Oxyptilus insomnis là một loài bướm đêm thuộc họ Pterophoridae. Nó được biết đến ở Kenya.
Ấu trùng ăn Tinnea aethiopica.